# Intel VT
Intel VT is een virtualisatietechnologie van chipfabrikant Intel die werd geïntroduceerd in 2005. Andere benamingen zijn VT-x en VT-i voor respectievelijk het x86-platform en Itanium-processors.

## Beschrijving
De technologie werd aanvankelijk ontwikkeld onder de codenaam "Vanderpool" en uitgebracht op 13 november 2005 voor de Pentium 4-serie processors, die als eerste Intel VT gingen ondersteunen.
Vanaf de Haswell-microarchitectuur uit 2013 ging men werken met VMCS shadowing, een technologie die geneste virtualisatie mogelijk maakt. Met geneste virtualisatie wordt het mogelijk om binnen een virtuele machine een andere te draaien. Intel VT wordt ondersteund voor alle moderne processors van Intel, met als uitzondering de Intel Atom-serie.
De CPU-flag voor Intel VT is "vmx", een verwijzing naar Virtual Machine Extensions. Bij sommige moederborden moet men Intel VT-x inschakelen in het BIOS om het te kunnen gebruiken.